# الجبوبة (شعب المريسي)

تعديل مصدري - تعديل

الجبوبة محلة تابعة لقرية شعب المريسي، التابعة لعزلة شعب المريسي بمديرية النادرة إحدى مديريات محافظة إب في الجمهورية اليمنية، بلغ تعداد سكانها 172 حسب تعداد اليمن لعام 2004. 

## روابط خارجية
- المركز الوطني للمعلومات باليمن